# 上尾市立平方東小学校
上尾市立平方東小学校（あげおしりつ ひらかたひがししょうがっこう）は、埼玉県上尾市にある公立小学校。

## 概要
上尾市の西部、平方(ひらかた)地区に位置する。
校舎の東側には本校の卒業生の大半が進学する太平中学校、北と西側を西上尾第二団地に囲まれた環境の中にある。
1974年に平方小学校から分離して開校した。
開校直後には1200名の児童を擁したが、現在の児童数は200名弱である。
校内に上尾市図書館の平方分館が併設されている。

## 沿革
- 1974年（昭和49年）4月 - 上尾市立平方小学校から分離して開校[2]（平方小学校内プレハブ仮校舎）
- 1974年（昭和49年）10月 - 校舎落成に伴い現在地に移転
- 1974年（昭和49年）11月 - 校章を制定しこの日を開校記念日とする
- 1975年（昭和50年） - プール竣工（7月）、校旗調整（10月）
- 1976年（昭和51年）4月 - 北校舎（A棟）増築（8教室）
- 1977年（昭和52年）2月 - 校歌制定
- 1978年（昭和53年）4月 - 特殊学級設置
- 1985年（昭和60年）11月 - 校庭散水装置完成
- 1986年（昭和61年） - 楽焼小屋完成（7月）、学年理科観察園完成（11月）
- 1988年（昭和63年）10月 - 築山、芝生の整備
- 1991年（平成3年）3月 - 虹の広場（野外給食室）完成
- 1992年（平成4年）3月 - 多目的室（洋室・和室）完成
- 1993年（平成5年）3月 - 生活科・理科観察池完成
- 1993年（平成5年） - 開校20周年記念式実施（10月）、遊具・築山等整備完成（10月）
- 1996年（平成8年） - 校木"たちばな"移植、整備
- 1998年（平成10年） - 南校舎大規模改修工事
- 1999年（平成11年） - 北校舎大規模改修工事
- 2001年（平成13年） - 国旗・市旗・校旗掲揚塔完成
- 2003年（平成15年） - 開校30周年記念式典
- 2005年（平成17年） - 日時計花壇完成
- 2013年（平成25年） - 開校40周年記念式典

## 教育目標
よく学び 心豊かで たくましく生きる児童の育成
- 学ぶ子（よく考え 進んで学ぶ子）
- 助け合う子（明るく なかよく 助け合う子）
- がんばる子（たくましく がんばりとおす子）

## 交通
JR高崎線上尾駅よりバス（西上尾第二団地）